# Koppelort
Koppelort (Ok) ist ein Begriff aus der Navigation. Nach DIN 13312 bezeichnet er einen von einem bekannten Ort ausgehend durch Zeichnung oder Rechnung unter Berücksichtigung aller vorhersehbaren Einflüsse (für die Seefahrt den Strom eingeschlossen) ermittelten Ort des Fahrzeugs. Eine inzwischen veraltete Bezeichnung für einen Koppelort ist Gegisster Ort (von Gissen).

## Beispiel für die Seefahrt
Ein Schiff befindet sich um 12.00 Uhr auf der Position 50°10 N, 001°00 W. Es ist geplant, mit dem Schiff eine halbe Stunde lang in Richtung Osten (90°) zu fahren.
Um den Ok 1230 zu errechnen, müssen folgende Informationen vorliegen:
- Stromgeschwindigkeit (BS). Besteht eine Strömung? Wenn ja, wie stark und aus welcher Richtung (z. B. 180°, 2 kn)?
- Windversatz (BW). Besteht die Möglichkeit, dass das Schiff durch den Wind abdriftet? Wenn ja, in welche Richtung und wie stark (z. B. BW -2°)?
- Fahrtgeschwindigkeit des Schiffes. Wie schnell wird das Schiff durch das Wasser fahren (z. B. 12 kn)?

## Schreibweise
Der Koppelort wird wie folgt geschrieben:
Ok 1230: 50° 10,2 N, 000° 50,8 W

## Nutzen
In der terrestrischen Navigation ist die Bestimmung des Ok häufig die einzige Möglichkeit, seine eigene Position zu bestimmen, wenn keine anderen Verfahren zur Positionsfeststellung wie z. B. Satellitennavigationssysteme, Landmarken oder astronomische Navigation zur Verfügung stehen. Daher ist es wichtig, die Ok so häufig wie möglich mit beobachteten Orten zu überprüfen und die Besteckversetzung zu bestimmen.